# Форно д'Оно (Бреша)
Форно д'Оно је насеље у Италији у округу Бреша, региону Ломбардија.
Према процени из 2011. у насељу је живело 167 становника. Насеље се налази на надморској висини од 519 м.